# Schittler (Adelsgeschlecht)

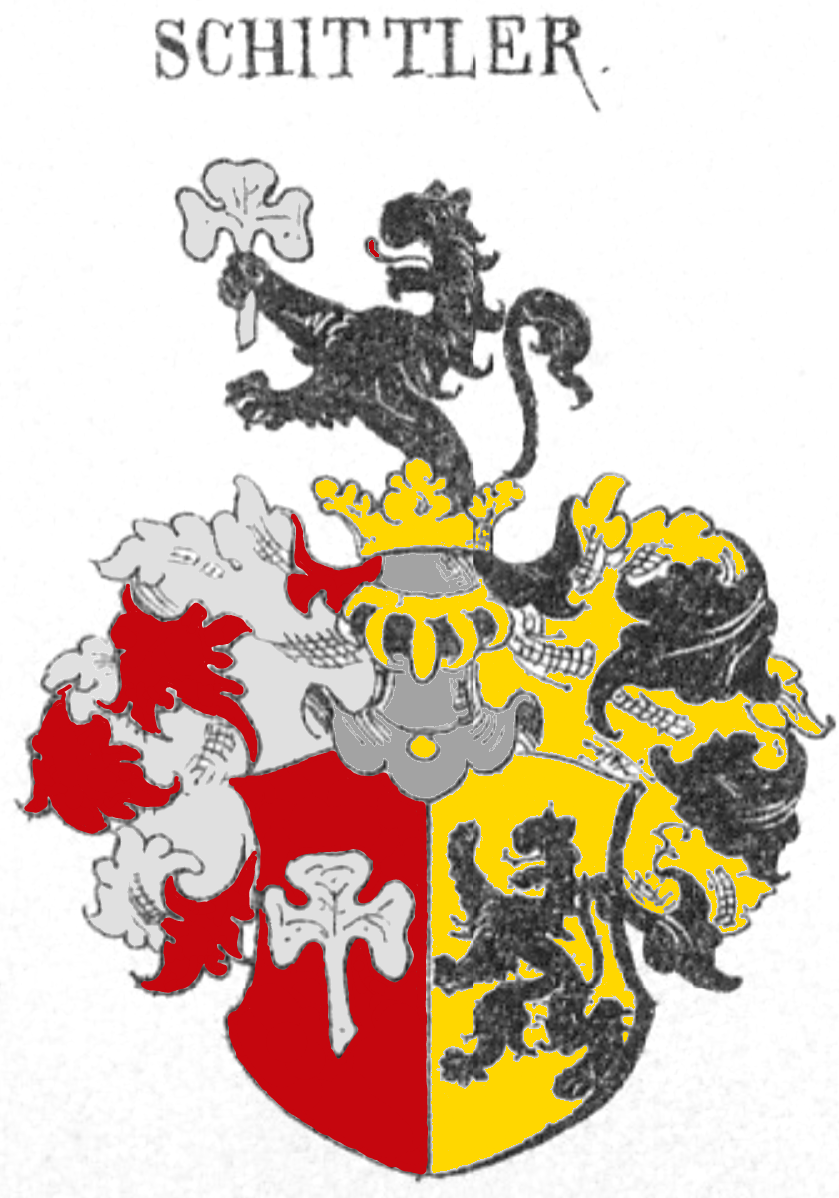
Wappen in Farbe

Schittler, auch Schüttler, Schirtler, Schietler, ist der Name einer Familie, die aus Lauban stammte und in der zweiten Hälfte des 16. Jahrhunderts in den Adelsstand erhoben wurde.
Für einen möglichen Zusammenhang zur Familie Schittler von Schittlersberg (ehemals: Schittler) gibt es bisher weder positive noch negative Feststellungen.

## Geschichte
Hans Schittler war nach Paul Fritsch Kanzler des Herzogs Friedrich zu Liegnitz und Oels. Nach Konrad Blažek war er Kanzler der Fürstentümer Liegnitz und Brieg. Nach Fritsch adelte der Herzog Friedrich Schittler am 26. März 1587 (durch einen Wappenbrief aus Prag), Konrad Blažek hingegen nennt den 26. März 1554 als Datum der Nobilitierung aber nicht den Namen der Person, die Hans Schittler in den Adelsstand erhob.
Hans Nachkomme Johann Jakob († 1737) war Advokat und Viertelshauptmann zu Görlitz, besaß den Bauhof Neißgasse 26 (heute Neißstraße 26) und blieb unverheiratet.
Seinen Besitz vererbte Johann Jakob an seinen Vetter Johann Florian (* in Görlitz; † 22. Oktober 1749 ebd.). Johann Florian war Oberamtsadvokat, Schöffe, Rechtspraktikant und Viertelshauptmann. Er baute den Bauhof grundlegend um und ließ an die Pforte eine heute noch vorhandene Steintafel mit seinen Initialen, dem Schittler’schen Wappen und der Jahreszahl 1738 anbringen, sowie einer Inschrift homo proponit, deus disponit (deutsch: „der Mensch denkt, [aber] Gott lenkt“). In den Jahren 1738 bis 1749 saß Johann Florian im Görlitzer Rat. Johann Florian hatte am 6. Februar 1625 Dorothea, Tochter des königlich dänischen Militärjuristen Tobias Schnitter geheiratet.
Aus Johann Florians Ehe entspross Johanna Dorothea († 12. September 1769), die am 12. November 1748 den späteren Görlitzer Bürgermeister Samuel Gottlieb Fröhlich heiratete. Ihre Schwester Margarethe (* 4. Oktober 1701; † 7. Juli 1765) blieb unverheiratet.
In Johanna Dorotheas Ehe wiederum wurde Friederike Gottliebe geboren, die im Jahr 1779 den ebenfalls späteren Bürgermeister Samuel August Sohr heiratete.
Anna Margaretha († 1709), unklar wessen Tochter sie war, heiratete Friedrich Scholz von Schollenstern. In der Ehe wurden, gemäß überlieferter Epitaphinschrift, zwei Söhne und eine Tochter geboren.

## Wappen
Blasonierung: Gespalten; vorne in Rot ein silbernes Kleeblatt mit Stiel, hinten in Gold ein rechtsgekehrter schwarzer Löwe. Kleinod: Der Löwe aus der Krone wachsend mit dem Kleeblatt in der erhobenen rechten Pfote. Decken: Rot-silbern und schwarz-golden.

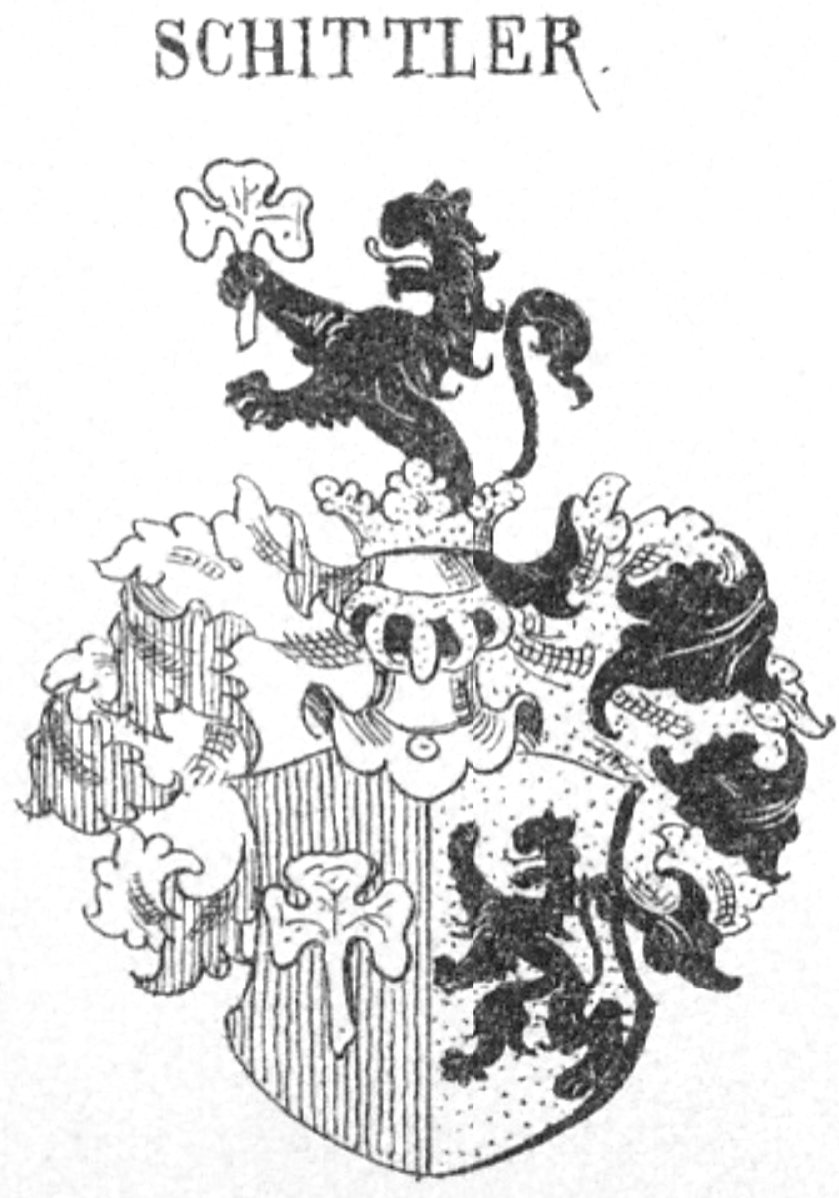
Wappen derer von Schittler in Siebmachers Wappenbuch
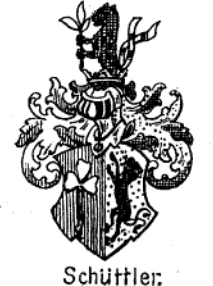
Wappen derer von Schittler bei Paul Fritsch
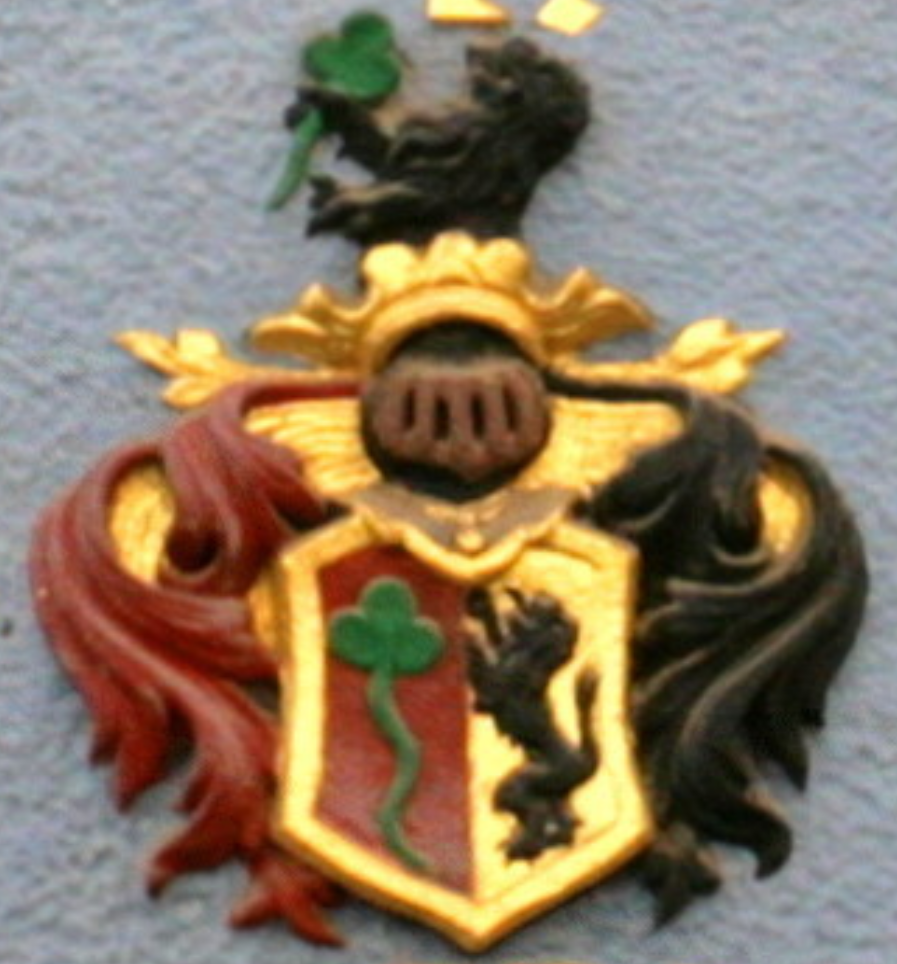
Wappen derer von Schittler über dem Eingang Neißestraße 26 in Görlitz.

Der schwarze Löwe in Gold findet sich auch im Wappen der Familie Schittler von Schittlersberg, die sich vor ihrer Nobilitierung Schittler nannte, wieder, doch wurde ein Zusammenhang bisher weder festgestellt, noch widerlegt.
Die Abbildung des Wappens in der Görlitzer Neißestraße weicht geringfügig ab: das Kleeblatt ist grün statt silbern und die einseitig rot-silberne Helmdecke ist stattdessen rot-golden.